# Shogo Sakai
Shogo Sakai (født 28. januar 1988) er en tidligere japansk fodboldspiller.
Han har spillet for flere forskellige klubber i sin karriere, herunder Montedio Yamagata.